# NGC 1199
NGC 1199 este o galaxie eliptică situată în constelația Eridanul. A fost descoperită în 30 decembrie 1785 de către William Herschel. Se află la o distanță de 33,88 de megaparseci de Pământ.